# Кондратьева, Наталья Владимировна (филолог)
Кондратьева Наталья Владимировна (29 июня 1976, Малая Пурга, УАССР) — доктор филологических наук, профессор кафедры общего и финно-угорского языкознания Удмуртского государственного университета.

## Биография
Наталья Владимировна родилась 29 июня 1976 года в селе Малая Пурга Удмуртской АССР.
В 1993 году окончила Малопургинскую среднюю школу №1 и поступила в Удмуртский государственный университет на факультет удмуртской филологии на удмуртско-немецкое отделение. В студенчестве начала активно заниматься научной деятельностью, участвовала в различных межвузовских, республиканских, международных студенческих конференциях. Одновременно с обучением в университете работала преподавателем в ижевской школе-гимназии №56.
В 1998 году окончила Удмуртский государственный университет и была отправлена на стажировку в Университет Турку (Финляндия) на один год. По завершении стажировки в 1999 году поступила в аспирантуру Удмуртского государственного университета, выбрав специальность Языки народов Российской Федерации (финно-угорские и самодийские языки). в 2002 году Наталья Владимировна получила степень кандидата филологических наук, защитив диссертацию на тему «Выражение прямого объекта в удмуртском языке (в историко-сопоставительном плане)»; руководителем был профессор Валей Кельмаков.
Во время обучения в аспирантуре Кондратьева Н. В. продолжала вести преподавательскую деятельность в национальной гимназии имени Кузебая Герда. Также с 2000 года начала работу на кафедре общего и финно-угорского языкознания.
В 2011 году успешно защитила докторскую диссертацию. С 2013 по 2015 год была деканом факультета удмуртской филологии, с 2015 по 2020 директором института удмуртской филологии, финно-угроведения и журналистики Удмуртского государственного университета.
С 2012 года также занимается разработкой учебно-методических комплексов для школьников. В частности Наталья Владимировна является соавтором рабочей программы учебного предмета «Родной (удмуртский) язык» (для учащихся, не владеющих удмуртским языком) для уровня ООО, соавтором учебников «Ӟеч-а, бур-а, удмурт кыл! 6-тӥ класслы: Удмурт кылэз тодӥсьтэм пиналъёслы учебник» («Здравствуй, удмуртский язык! 6 класс: Учебник для русскоязычных учащихся общеобразовательных школ. На удмуртском языке»; Ижевск: Удмуртия, 2013. 192 с.), «Ӟеч-а, бур-а, удмурт кыл! 9-тӥ класслы: Удмурт кылэз тодӥсьтэм пиналъёслы учебной пособие» («Здравствуй, удмуртский язык! 9 класс: Учебное пособие для русскоязычных учащихся общеобразовательных школ. На удмуртском языке»; Ижевск: Удмуртия, 2016. 160 с.).
Наталья Владимировна – автор более чем 70 научных работ. Многие из них посвящены изучению удмуртского языка, в частности в круг научных интересов Кондратьевой Н.В. входят такие темы, как морфология удмуртского языка, имя существительное в удмуртском языке и т.д. Также она является участником ряда международных научных и образовательных проектов.
Сейчас Кондратьева Н. В. является профессором кафедры общего и финно-угорского языкознания Удмуртского государственного университета. Помимо этого она читает студентам лекции по грамматике финского языка, истории изучения удмуртского языка, введению в финно-угорскую филологию, ведёт практические занятия по финскому и удмуртскому языкам.

## Основные публикации
1. Категория падежа имени существительного в удмуртском языке / Н. В. Кондратьева ; Науч. ред. В. К. Кельмаков ; ГОУВПО «Удмурт. гос. ун-т», Фак. удмурт. филол., Каф. общ. и финно-угор. яз. - Ижевск: Удмурт. ун-т, 2011. - 254, [1] с.
2. Межкатегориальные связи в грамматике удмуртского языка (на материале падежа прямого объекта) / Н. В. Кондратьева ; науч. ред. В. К. Кельмаков ; ГОУВПО «Удмурт. гос. ун-т», Фак. удмурт. филол., Каф. общ. и финно-угор. языкознания. - Ижевск : Удмурт. ун-т, 2010. - 347 с.
3. Кондратьева, Н. В. Выражение коннотативных номинаций в удмуртском языке (на мат-ле произведений Г. Д. Красильникова «Уходящий пусть уходит» и "Начало года") / Н. В. Кондратьева // Г. Д. Красильников и тенденции развития прозаических жанров в национальных литературах Урало-Поволжья: Сб. ст. - Ижевск, 2005. - С. 89–92.
4. Кондратьева, Н. В. «Улытозям мон улонэз кырњай…» или к вопросу о концепте улон в лирике Ф. Васильева / Н. В. Кондратьева // Коми-пермяки и финно-угорский мир: Мат-лы Межрегион. науч.-практ. конф. (30 июня - 1 июля 2005) - Кудымкар, 2005. - С. 189–191.
5. Кондратьева, Н. В. Художественное своеобразие сборника С. Матвеева «Фиолет» / Н. В. Кондратьева // Navigare humanum est… Pusztay Janos hatvanadik szuletesnapjdra: Finnugor Nepek Vilagkongresszusa Magyar Nemzeti Szervezete. - Budapest, 2008. - С. 290–298.
6. Кондратьева, Н. В. Удмуртский язык: начальный курс : учеб.-метод. пособие для студентов гуманитар. фак. / Н. В. Кондратьева, Л. П. Федорова ; ГОУВПО «Удмурт. гос. ун-т». - Ижевск : Удмурт. ун-т, 2010. - 99 с.

и т.д